# هنی استماسنایدر
هنی استماسنایدر (هلندی: Hennie Stamsnijder؛ زادهٔ ۲۱ ژوئیهٔ ۱۹۵۴) دوچرخه‌سوار اهل هلند است.
وی در مسابقات کشوری و بین‌المللی در مجموع برندهٔ ۱ مدال طلا، ۱ مدال نقره، ۳ مدال برنز شده‌است.